# Heinrich Fischer (General)

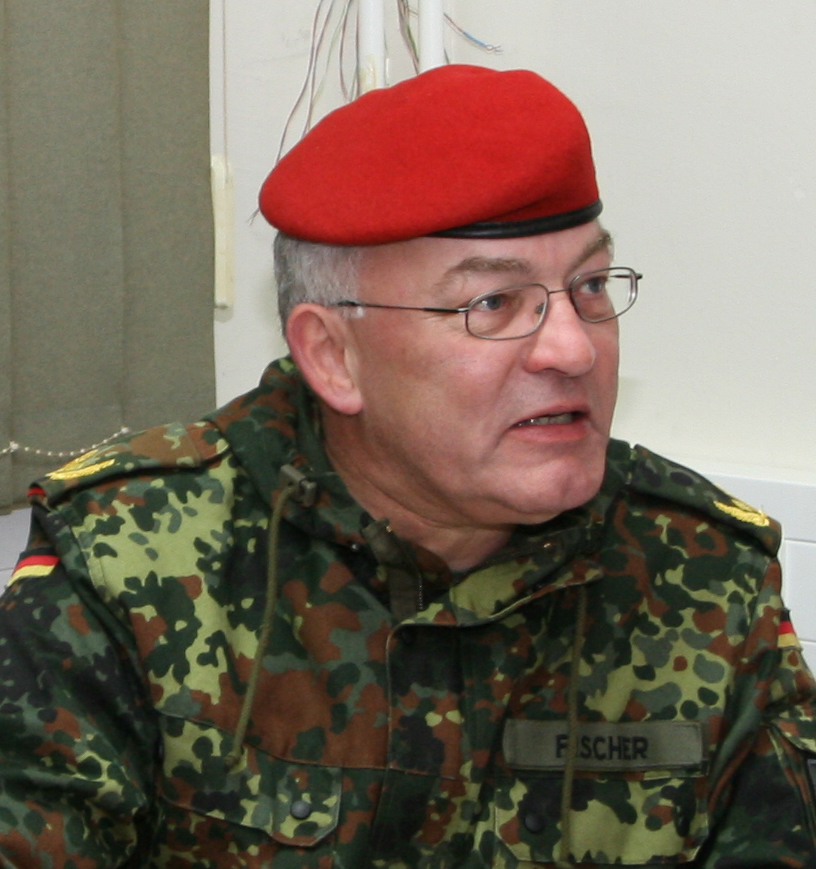
Brigadegeneral Heinrich Fischer (2009)

Heinrich Fischer (* 4. Juni 1951 in Bad Hersfeld) ist ein deutscher Brigadegeneral des Heeres der Bundeswehr im Ruhestand. In seiner letzten Verwendung war er vom 27. März 2008 bis August 2013 Kommandeur Heeresschulen und Stellvertretender Amtschef des Heeresamtes in Köln. 

## Militärische Laufbahn

### Ausbildung und erste Verwendungen
Fischer trat 1970 nach seinem Abitur als Grundwehrdienstleistender beim Panzerartilleriebataillon 55 in Homberg (Efze) in den Dienst der Bundeswehr. Von 1973 bis 1974 nahm er am 36. Offizierslehrgang an der Heeresoffizierschule I in Hannover teil. Nach Beendigung der Offizierausbildung im Jahr 1974 wurde Fischer wieder zum Panzerartilleriebataillon 55 versetzt, wo er zunächst als Zugführer, dann als S2-Offizier und schließlich als Chef der 2. Batterie Dienst versah.

### Generalstabsausbildung und Dienst als Stabsoffizier
1981 wurde er zur Führungsakademie der Bundeswehr nach Hamburg versetzt, um den 24. Generalstabslehrgang des Heeres zu absolvieren. Anschließend wurde er 1983 als Operationsstabsoffizier (G3 Op) beim II. Korps in Ulm eingesetzt. 1985 ging er als Lehrgangsteilnehmer am Canadian Forces Command and Staff College in Toronto nach Kanada. Nach seiner Rückkehr wurde er 1986 G3-Stabsoffizier der Panzerbrigade 21 in Augustdorf. 1989 wurde er Kommandeur des Panzerartilleriebataillons 45 in Göttingen. 
Von 1991 bis 1994 folgte eine Verwendung im Bundesministerium der Verteidigung in Bonn, als Referent im Führungsstab des Heeres (FüH III 1). Im Anschluss daran wurde Fischer an das NATO-Hauptquartier SHAPE (Supreme Headquarters Allied Powers in Europe) in Mons, Belgien, versetzt, wo er als G3-Stabsoffizier diente. 1996 wurde er Kommandeur des Artillerieregimentes 7 in Dülmen, bei gleichzeitiger Beförderung zum Oberst. Während seiner Zeit als Regimentskommandeur absolvierte Fischer 1999 einen Auslandseinsatz als Stellvertretender Kommandeur und Chef des Stabes des Deutschen Heereskontingentes SFOR in Bosnien, stationiert im Feldlager Rajlovac. Noch im Jahr 1999 kehrte er auf die Bonner Hardthöhe zurück, diesmal als Leiter des Zentralreferates im Führungsstab des Heeres.

### Generalsverwendungen
Am 25. Oktober 2001 erhielt Fischer die Dienststellung als General der Artillerie und wurde zum Kommandeur der Artillerieschule in Idar-Oberstein ernannt. In dieser Stellung wurde er 2004 zum Brigadegeneral befördert. Am 19. März 2008 wurde er durch Heribert Hupka abgelöst. Er selbst wurde am 27. März 2008 Kommandeur Heeresschulen (siehe auch Schulen des Heeres) und Stellvertretender Amtschef des Heeresamtes. Vom 1. Juni 2012 bis 31. Dezember 2012 leitete er das Amt kommissarisch.

### Auszeichnungen
- Ehrenkreuz der Bundeswehr in Silber (1984)
- Ehrenkreuz der Bundeswehr in Gold (1994)
- Einsatzmedaille SFOR der Bundeswehr (1999)
- NATO Einsatzmedaille ehemaliges Jugoslawien (1999)
- Médaille de la Défense in Gold (FRA)
- Goldene Ehrennadel der Stadt Idar-Oberstein (2008)

## Sonstiges
Fischer ist evangelisch und verheiratet. Zu seinen Hobbys zählt er Sport und Militärgeschichte, außerdem ist er nebenamtlicher Teammanager der Herren-Fußball-Nationalmannschaft der Bundeswehr. Die Ecole d'Application de l'Artillerie Draguignan, die französische Artillerieschule, komponierte ihm zu Ehren den „Brigadegeneral-Fischer-Marsch“, der am 19. März 2008 in Idar-Oberstein uraufgeführt wurde.